# Gijsbert Hendrik Thomassen à Thuessink van der Hoop
Gijsbert Hendrik Thomassen à Thuessink van der Hoop (Groningen, 24 augustus 1847 - Arnhem, 22 april 1894) was een Nederlands politicus en telg uit de patriciërsfamilie Thomassen à Thuessink van der Hoop.
Van der Hoop was een antirevolutionaire marineofficier die in 1882 zijn overleden broer Abraham Johan opvolgde als Tweede Kamerlid (afgevaardigde voor het district Steenwijk). In de Kamer hadden vooral marine-aangelegenheden zijn belangstelling. Na zijn vertrek uit het parlement werd hij burgemeester van de Veluwse gemeente Doornspijk en gedeputeerde van Gelderland. Groen van Prinsterer was zijn oom.
Op het moment van zijn dood had hij een eenjarige zoon Abraham Nicolaas Jan Thomassen à Thuessink van der Hoop (1893-1969), die in 1924 naam zou maken als de eerste piloot die de vliegreis van Nederland naar Nederlands-Indië ondernam.

## Onderscheiding
- Ridder in de Militaire Willems-Orde, vierde klasse (17 december 1877) - voor verrichtingen in de Atjehoorlog in 1876.